# GL261
GL261（Glioma 261）是一種常用於科研用途的小鼠神經膠質瘤細胞系，最初是通過顱內注射甲基膽甾醇，然後將腫瘤片段連續地顱內移植和皮下移植到C57BL/6小鼠體內誘導的。1990年代中期，已有多個研究小組從腫瘤中建立了永生細胞系。

## 特徵
GL261腫瘤在組織學上類似於成腦室管膜細胞瘤（Ependymoblastoma），但顯示出許多膠質母細胞瘤的表型特徵。 它們包含突變的KRAS基因及p53腫瘤蛋白，導致C-Myc的高度表達。 GL261腫瘤具有部分免疫原性，因為它們高度表達着MHC1類分子，並且發現MHC2類分子、CD80和CD86的表達有限。GL261腫瘤是浸潤性及非轉移性的，目前已知道它不會自發消退。GL261是幫助研究神經膠質瘤的小鼠模型，其他具有免疫能力且適合研究神經膠質瘤的細胞系包括GL26、CT-2A、SMA-560及4C8。

## 外部連結
Cellosaurus entry for GL261（页面存档备份，存于）